# Saint-Étienne-au-Mont
Saint-Étienne-au-Mont település Franciaországban, Pas-de-Calais megyében. Lakosainak száma 5051 fő (2022. január 1.). Saint-Étienne-au-Mont Outreau, Condette, Équihen-Plage, Isques, Neufchâtel-Hardelot és Saint-Léonard községekkel határos.

## Népesség
A település népessége az elmúlt években az alábbi módon változott:
| Lakosok száma | 5082 | 5093 | 5150 | 5076 | 5118 | 5130 | 5094 | 5072 | 5051 |
|               | 2013 | 2015 | 2016 | 2017 | 2018 | 2019 | 2020 | 2021 | 2022 |